# Zborov (Šumperk)
Zborov é uma comuna checa localizada na região de Olomouc, distrito de Šumperk.